# Cessey-lès-Vitteaux
Cessey-lès-Vitteaux est une localité de Vitteaux et une ancienne commune française, située dans le département de la Côte-d'Or en région Bourgogne-Franche-Comté.

## Géographie
La localité est un hameau de 30 habitants, rattaché a la commune de Vitteaux. Il est traversé par la D117 qui le relie de 1 km de sa commune au Nord-Ouest et de 3 km de Dampierre-en-Montagne. Il se situe en moyenne a une altitude de 358 m.
| Posanges          | Dampierre-en-Montagne | Villeberny            |
| Marcilly-et-Dracy | Cessey-lès-Vitteaux   | Villy-en-Auxois       |
| Vitteaux          |                       | Massingy-lès-Vitteaux |

## Histoire
Au départ, le village de Cessey n'étais pas rattaché à la commune de Vitteaux, d’où le simple nom de Cessey. C'est seulement en 1801 qu'elle se verra attribué le nom de Cessey-lès-Vitteaux, due a l"expansion de la commune. Par décret impérial du 30 janvier 1861, la commune de Cessey-lès-Vitteaux est réunies à la commune de Vitteaux.

## Administration
| Période | Période | Identité | Étiquette | Qualité |
| ------- | ------- | -------- | --------- | ------- |
|         |         |          |           |         |

## Démographie
| 1793 | 1800 | 1806 | 1821 | 1831 | 1836 | 1841 | 1846 | 1851 |
| ---- | ---- | ---- | ---- | ---- | ---- | ---- | ---- | ---- |
| 127  | 113  | 112  | 100  | lac. | 103  | 105  | 85   | 80   |

| 1856 | - | - | - | - | - | - | - | - |
| ---- | - | - | - | - | - | - | - | - |
| 78   | - | - | - | - | - | - | - | - |

Histogramme

(élaboration graphique par Wikipédia)

## Lieux et monuments

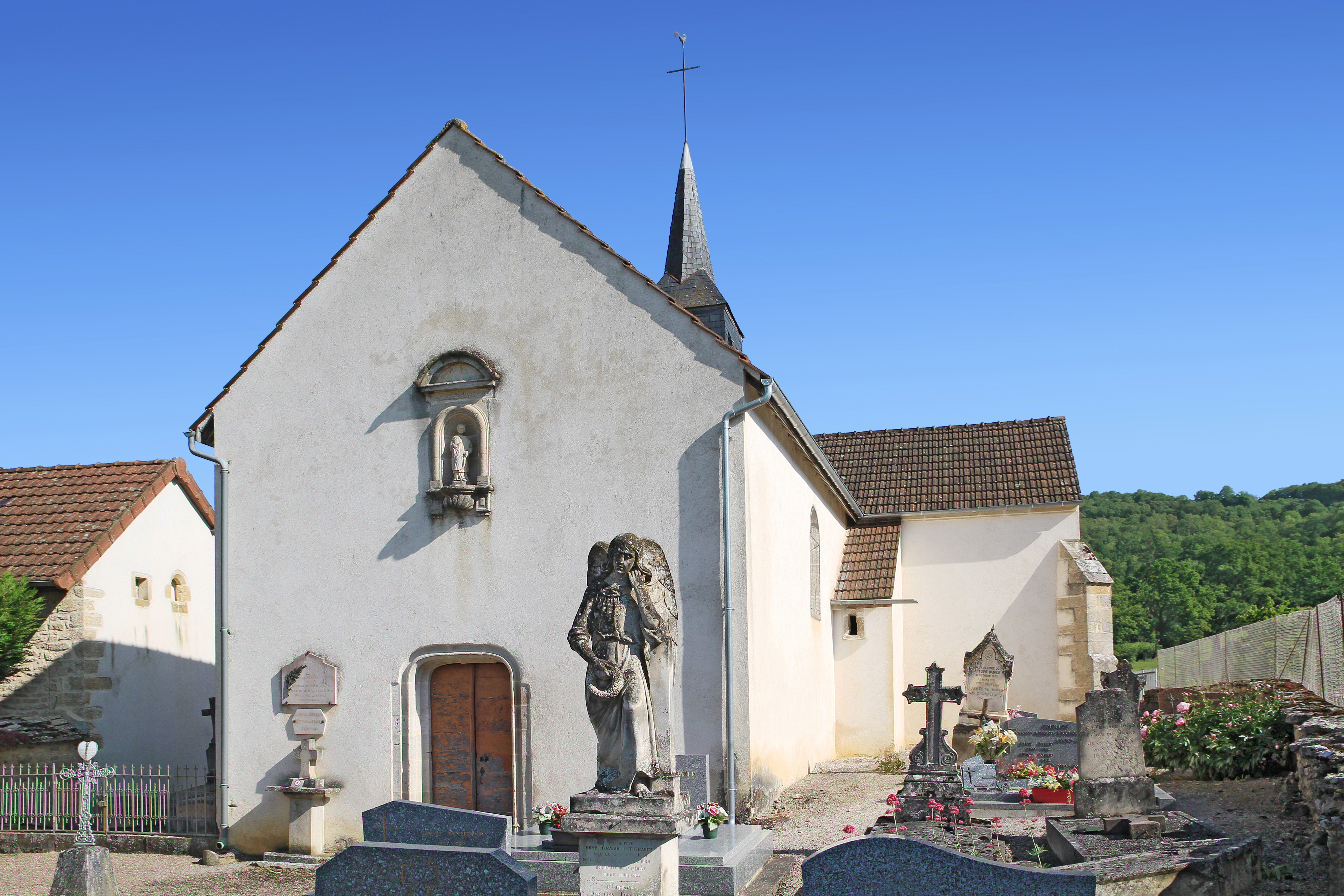
Église St Bénigne - Cessey les Vitteaux